# Torbay (Terra Nova e Labrador)
Torbay é uma pequena cidade localizada na província canadense de Terra Nova e Labrador. De acordo com o censo canadense de 2016 a cidade tinha uma população de 7.899 habitantes.